# 中坝烈士陵园
中坝烈士陵园是云南省楚雄州元谋县的一座成昆铁路铁道兵烈士陵园，位于羊街镇中坝村委会中坝村。陵园建于1967年7月，占地面积约3,430平方米，安葬着中国人民解放军铁道兵8709部队（另说8755部队）为修筑成昆铁路元谋段时牺牲的28位烈士和病故的8位烈士，共有30座烈士墓；立有高5米的纪念碑一座。2009年12月18日公布为元谋县文物保护单位。2019年，管理职能由元谋县民政局划转到县退役军人事务局。2021年12月，当地政府将中坝烈士陵园、黄瓜园烈士陵园，以及县内的7座散葬烈士墓，共计146座烈士墓集中迁入能禹烈士陵园，并对能禹烈士陵园进行提升改造。
36位烈士分别是：
王泽明　周志强　朱先发　徐江汉　龙安培　张承盛　杨继国　龙应礼　万润德　曾传球　陈先仕　毕怀春　刘文品　疗玉光　杨传富　王子书　易学明　龙治超　范东安　蒲荣成　赵体木　王仲信　张茂发　申顺世　吴来富　万境才　黄仁才　陈松全　傅志城　胡盛环　李真荣　冯修训　袁先贵　黄学金　顾铁成　盛卸乌